# Intuition
För andra betydelser, se Intuition (olika betydelser).
Intuition kommer från  latinets intueri, som betyder åskåda, se på eller betrakta. Intuition är förmågan att bilda en omedelbar uppfattning eller göra en omedelbar bedömning med medvetande utan att ha tillgång till alla fakta, och ställs ofta i motsats till att resonera och förstå logiskt.
Intuition är en form av omedelbar förståelse eller kunskap som sker utan medvetet tänkande eller logisk analys. Det är när man får en känsla eller en idé om något utan att kunna förklara exakt hur man kommit fram till den.
Ur ett vetenskapligt perspektiv tror man att intuition uppstår genom att hjärnan använder tidigare erfarenheter och kopplar dem till nuvarande situationer, ibland utan medvetenhet om processen.
Inom filosofin kan intuition betyda en ingivelse, en omedelbar, men livlig uppfattning, företrädesvis av det osinnliga. Immanuel Kant och Edmund Husserl är två av de filosofer som använt sig av begreppet intuition. Begreppet intuition utgjorde grunden för Hans Larssons filosofi.
Begreppet används även vardagligt om förebud eller nyckfulla infall.

## Yrkesmässig intuition
Inom sjukvården (kallad "kliniska blicken"), tullen och vissa andra yrkesgrupper används intuition för att snabbt bilda en uppfattning, om det inte finns tid att kritiskt analysera. En tulltjänsteman som granskar förbipasserande passagerare på en flygplats har inte tid att ingående granska var och en och resonera sig fram till vem som ska kontrolleras. Ändå "fastnar blicken" på en passagerare som tas in för kontroll och i vissa fall hittas narkotika i passagerarens bagage. "Ögat" kanske uppfattade ryckiga rörelser som tjänstemannen sett förut hos amfetaminpåverkade, men tullaren hann inte bli medveten om detta utan väljer ut passageraren på ren intuition. I vardagligt tal likställs intuition ibland med magkänsla.